# Stefan Kunowski
Stefan Kunowski (ur. 20 czerwca 1909 w Muszkietowie na Ukrainie, zm. 15 września 1977 w Lublinie) – profesor nadzwyczajny, pedagog, autor teorii warstwicowej, poeta.

## Życiorys
Był synem Romualda i Heleny z domu Kowalewskiej repatriantów do Polski z 1920 roku. Po ukończeniu gimnazjum Jana Zamoyskiego (1929). Podjął studia na Katolickim Uniwersytecie Lubelskim, gdzie uzyskał stopień magisterski z filologii polskiej (1934) i pedagogiki (1937). Podjął pracę jako asystent Katedry Pedagogiki KUL, a po wybuchu II wojny światowej brał udział w kampanii wrześniowej. Po obronie Twierdzy Modlin trafił do niemieckiego obozu koncentracyjnego Soldau (KL). Za udział w działaniach wojennych odznaczony Krzyżem Walecznych. W czasie wojny był działaczem tajnego nauczania, a już w 1945 roku uzyskał doktorat z filozofii. Habilitację uzyskał sześć lat później, a od 1957 roku mianowany został docentem Katedry Pedagogiki i Dydaktyki KUL. Pełnił też funkcję dziekana Wydziału Nauk Humanistycznych (1956/1957), a od 1961 roku kierownika Katedry Psychologii Wychowawczej. W Towarzystwie Naukowym Katolickiego Uniwersytetu Lubelskiego pełnił obowiązki sekretarza generalnego w latach 1964-1966, był także członkiem zarządu Towarzystwa Przyjaciół KUL. Wykładał w Prymasowskim Studium Życia Wewnętrznego, był też członkiem papieskiej komisji Justitia et Pax. Mianowany został profesorem w 1977 roku. Był autorem licznych rozpraw i artykułów publikowanych m.in. na łamach „Katechety” i, a swoje poezje opublikował w „Nurtach”.
W pracach naukowych zajmował się analizą porównawczą współczesnych systemów wychowania, opracował teorię warstwicową wychowania. W swych pracach zajmował się też pedagogiką praktyczną – dydaktyką i hedogetyką.

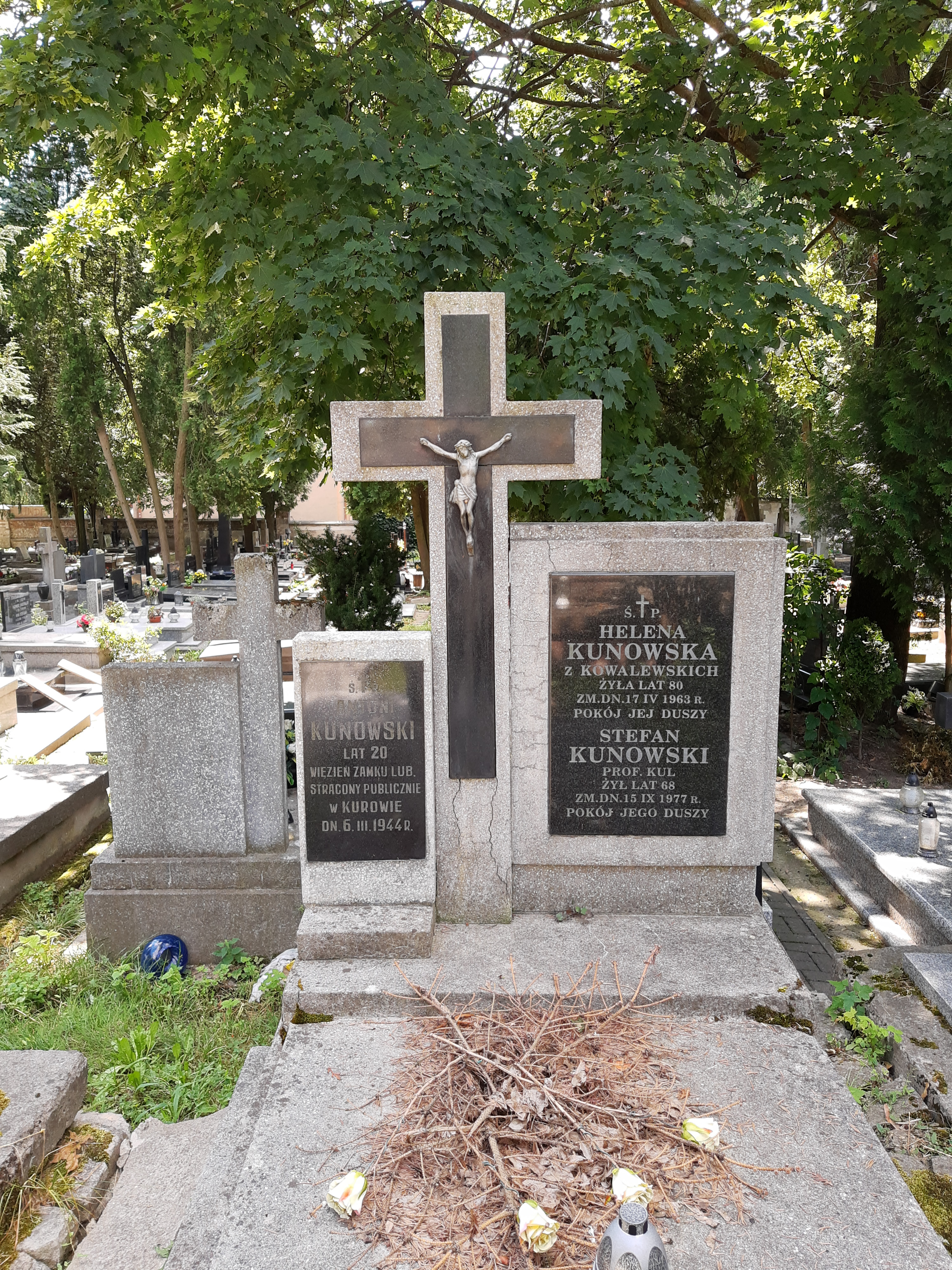
Grób prof. Stefana Kunowskiego na cmentarzu przy ulicy Lipowej w Lublinie

## Publikacje
- „Założenia i aktualne potrzeby wychowania katolickiego”
- „Podstawy dojrzałej osobowości wychowawcy chrześcijańskiego”
- „Problemy wychowania chrześcijańskiego w świetle dokumentów Soboru Watykańskiego II”
- „System chrześcijańskiego wychowania”
- „Podstawy pedagogiczne rozwoju życia wewnętrznego”
- „Podstawy współczesnej pedagogiki”, Wydawnictwo Salezjańskie, 1981
- „Kerygmatyczna realizacja odnowy wychowania chrześcijańskiego” (publikacja w Rocznikach Filozoficzno-Teologicznych)
- „Wartości w procesie wychowania”, Kraków, „Impuls”, 2003

## Źródła internetowe
- ks. Jan Stanisławski, Profesor Stefan Kunowski – wspomnienie [dostęp 9 listopada 2009]